# Северная Луангва (национальный парк)
Национальный парк «Северная Луангва» (англ. North Luangwa National Park) — национальный парк в Замбии, самый северный из трёх в долине реки Луангва. Основан как заповедник в 1938 году, стал национальным парком в 1972 году и сейчас занимает площадь 4636 км².
Как и в национальном парке Южная Луангва, его восточной границей является река Луангва, в то время как она поднимается, охватывая участок уступа Мучинга на западе. Река Мвалеши протекает с востока на запад через центр парка, территория к югу от него является строгой зоной дикой природы. Парк в целом страдает от недостатка инвестиций и интереса по сравнению с гораздо более популярным национальным парком Южная Луангва.

## Биоразнообразие

### Животные
Разнообразие птиц и млекопитающих аналогично тому, которое встречается в Национальном парке Южная Луангва. Они включают гну Куксона, зебру Кроушея и множество антилоп и птиц. Браконьерство было проблемой, численность слонов снизилась в 1970-х и 1980-х годах. Борьба с браконьерством в парке была описана Делией и Марком Оуэнсом в их книге «Глаз слона». Впоследствии популяция показала некоторое восстановление, что говорит решение проблемы. В 2003 году в парк были повторно завезены чёрные носороги. С 2005 года парк, вместе с Национальным парком Южная Луангва, считается подразделением по сохранению львов.

### Грибы
Исследование грибов парка проводилось в сезон дождей 1994—1995 годов, с упором на речные долины и леса миомбо. В итоговом контрольном списке было зарегистрировано 126 видов из 33 семейств. Почти все они являются более крупными базидиомицетами (трутовики, шампиньоны, дождевики и поганки), с особым акцентом на эктомикоризных партнерах деревьев миомбо. Общее количество видов грибов в парке, вероятно, намного выше.

### Растения
Разнообразие растений аналогичен тем, что встречаются в национальном парке Южная Луангва.